# Agrias claudina
Agrias claudina är en fjärilsart som beskrevs av Jean Baptiste Godart 1824. Agrias claudina ingår i släktet Agrias och familjen praktfjärilar. Inga underarter finns listade i Catalogue of Life.

## Bildgalleri

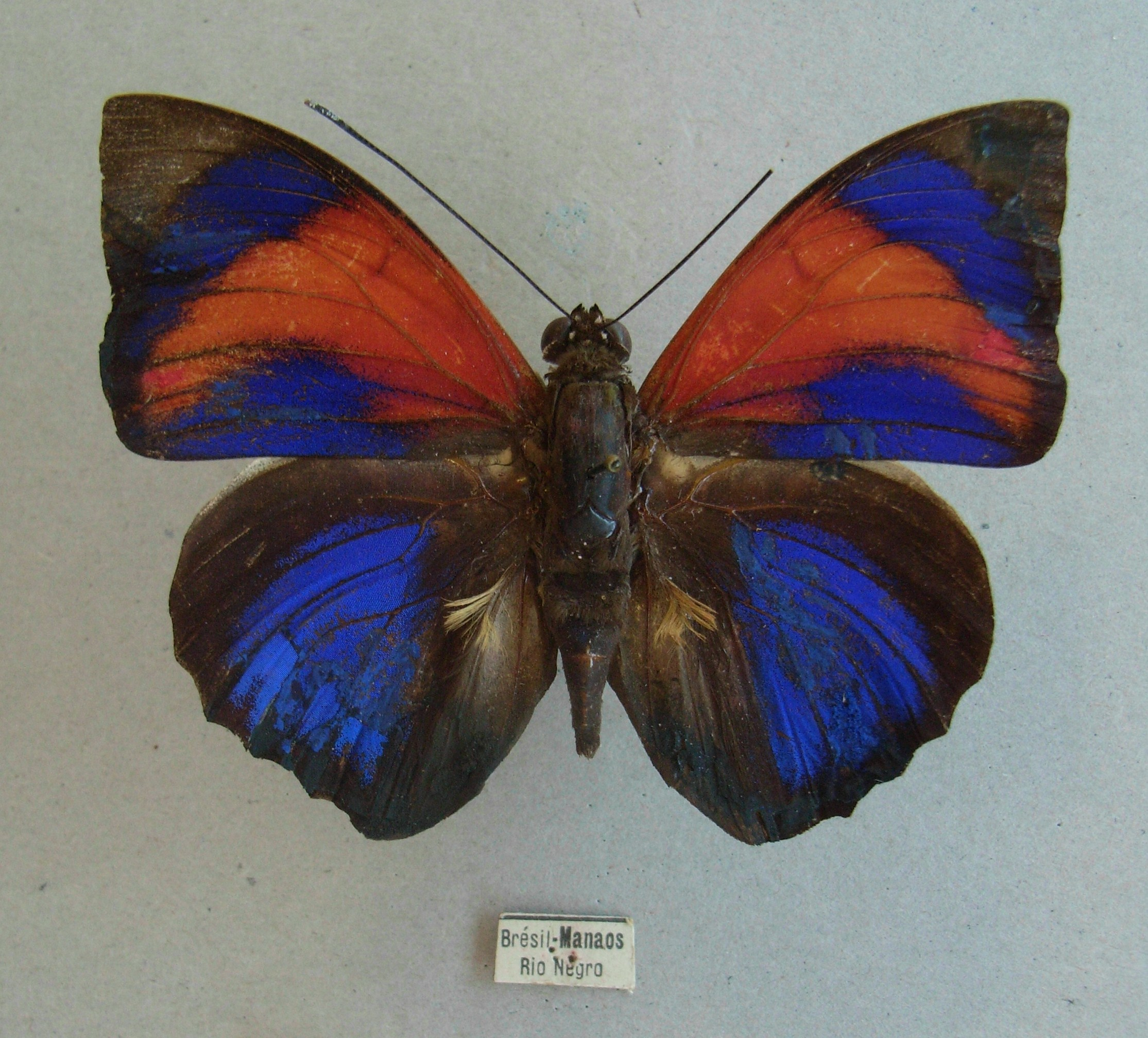
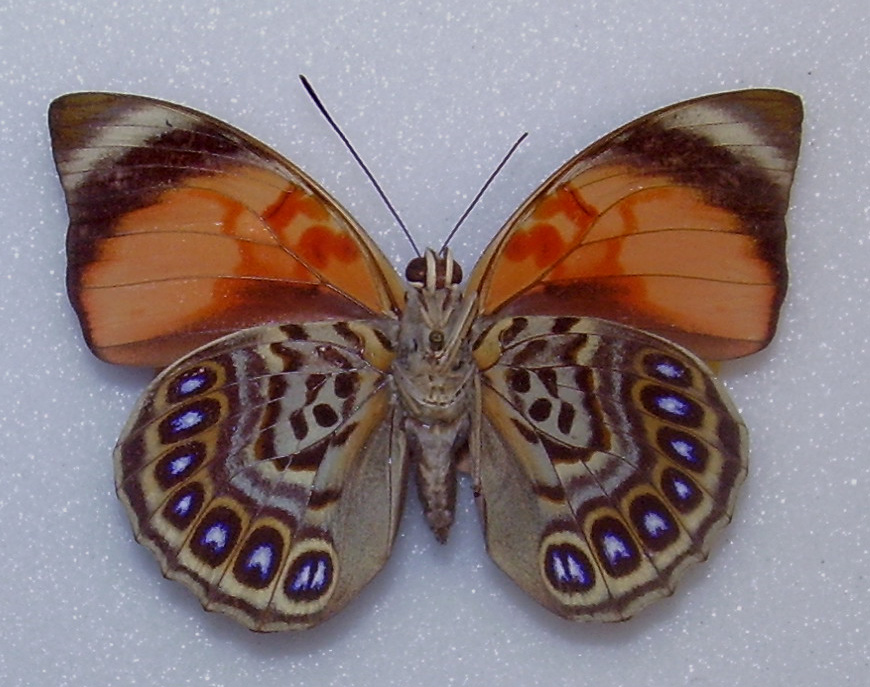
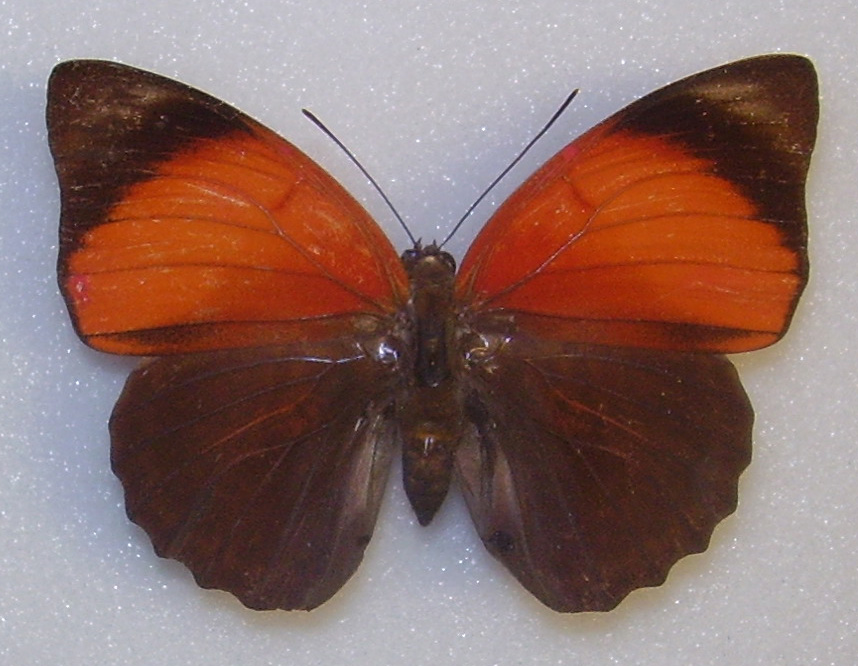
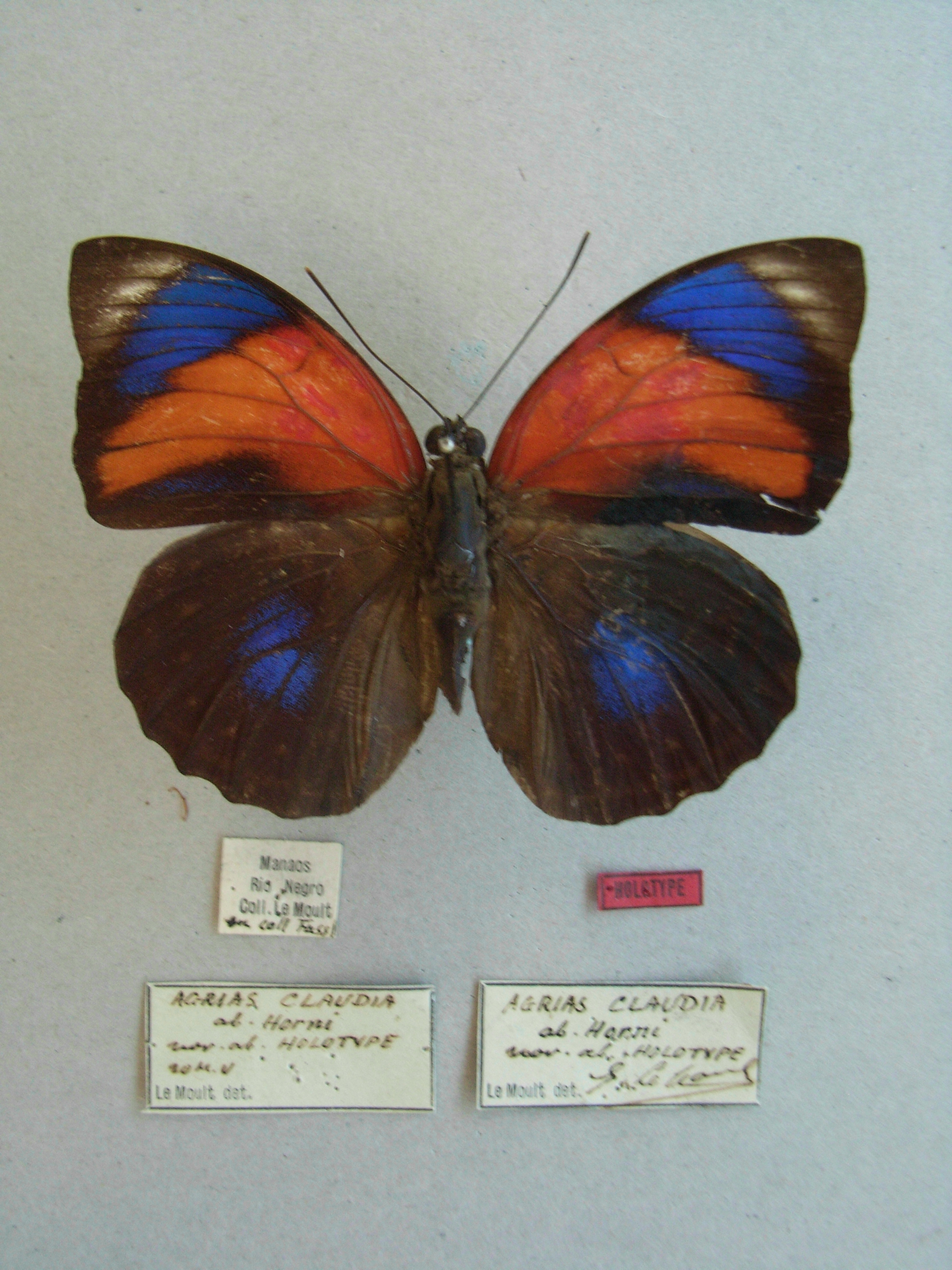